# Ekrem Akurgal
Ekrem Akurgal (ur. 30 marca 1911 w Tulkarm; zm. 1 listopada 2002 w Izmirze) − turecki archeolog.
Od 1949 profesor uniwersytetu w Ankarze. Był znawcą sztuki hetyckiej i urartyjskiej, badacz początków sztuki greckiej i jej związku z Anatolią. Kierował licznymi pracami archeologicznymi między innymi w Smyrnie, Eretrii, Fokai, Synopie.
Był wieloletnim naczelnym komisarzem tureckiego urzędu do spraw zabytków starożytnych, oraz autorem wielokrotnie wznawianego dzieła "Ancient Civilization and Runis of Turkey" wydanego w 1969.